# ألتون كيلي
ألتون كيلي (بالإنجليزية: Alton Kelley)‏ هو مصمم جرافيك وفنان أمريكي، ولد في 17 يونيو 1940 في بلدية هلتون في الولايات المتحدة، وتوفي في 1 يونيو 2008 في بيتالوما في الولايات المتحدة.

## وصلات خارجية
- ألتون كيلي على موقع ميوزك برينز (الإنجليزية)
- ألتون كيلي على موقع ديسكوغز (الإنجليزية)